# Vuelo 649 de Lufthansa
El vuelo 649 de Lufthansa fue un vuelo comercial cuya aeronave fue secuestrada entre el 22 y 23 de febrero de 1972. Finalmente, todos los rehenes a bordo del Boeing 747-230B incautado fueron liberados cuando el gobierno de Alemania Occidental pagó un rescate de 5 millones de dólares.

## Secuestro
El vuelo 649 era un servicio regular de la aerolínea alemana Lufthansa que hacía la ruta Tokio - Hong Kong - Bangkok - Delhi - Atenas - Frankfurt, realizado una vez por semana. El vuelo salía del Aeropuerto de Tokio-Haneda los lunes por la tarde y llegaba al Aeropuerto de Fráncfort del Meno a la mañana siguiente. El martes 22 de febrero de 1972, el Boeing 747-200 que realizaba el vuelo (matrícula D-ABYD) fue secuestrado por cinco hombres armados con pistolas y explosivos. El asalto inicial ocurrió alrededor de la 1:00 a. m. , media hora después de que el avión, con 172 pasajeros y 15 tripulantes partiera de su escala del  Aeropuerto Delhi-Palam en Delhi con destino al Aeropuerto Internacional Ellinikon en Atenas.
Posteriormente se determinó que los perpetradores, que se identificaron como la Organización para la Resistencia a la Persecución Sionista fueron reclutados por el Frente Popular para la Liberación de Palestina (FPLP) y habían abordado el vuelo en diferentes aeropuertos, uno en Hong Kong-Kai Tak, dos en Bangkok-Don Muang y dos en Delhi-Palam.
Inicialmente, se le ordenó al piloto aterrizar el 747 en una pista no preparada en el desierto de Arabia. Una vez que los secuestradores comprendieron que la tripulación del vuelo consideraba que dicha maniobra era demasiado peligrosa, acordaron dirigirse en su lugar al Aeropuerto Internacional de Adén, en lo que entonces era Yemen del Sur. Una vez aterrizado el avión, todas las mujeres y niños que se encontraban entre los pasajeros fueron liberados, así como una azafata.
Unas horas después de que comenzara el secuestro, la sede de Lufthansa en Colonia recibió una nota: el avión sería volado a las 9:00 a.m. del día siguiente si para entonces no se hubiera pagado un rescate de 5 millones de dólares. La entrega debía tener lugar cerca de Beirut, según los detalles entregadas en las instrucciones. El gobierno de Alemania Occidental —en aquel momento, Lufthansa era una empresa estatal— decidió cumplir de manera plena las exigencias, sin negociación alguna.
El 23 de febrero, una vez informados los secuestradores de que efectivamente se había pagado el rescate, los pasajeros varones (entre ellos Joseph Kennedy, hijo de Robert F. Kennedy, que entonces tenía 19 años) pudieron abandonar el avión secuestrado y abordar el Boeing 707q que Lufthansa había volado a Adén para recogerlos, pero este avión también tuvo que permanecer en tierra durante tres horas más. Los 14 miembros restantes de la tripulación de Lufthansa permanecieron como rehenes dentro del jumbo jet y finalmente fueron liberados esa noche.
Aunque en un inicio se decidió mantener en secreto la cantidad exacta de dinero para no atraer imitadores, la cifra fue revelada al público el 25 de febrero por el entonces Ministro Federal de Transporte, Georg Leber. Según un portavoz de la Asociación Internacional de Transporte Aéreo (IATA), en ese momento se trataba del rescate más grande jamás pagado por un avión.

## Consecuencias y contexto político

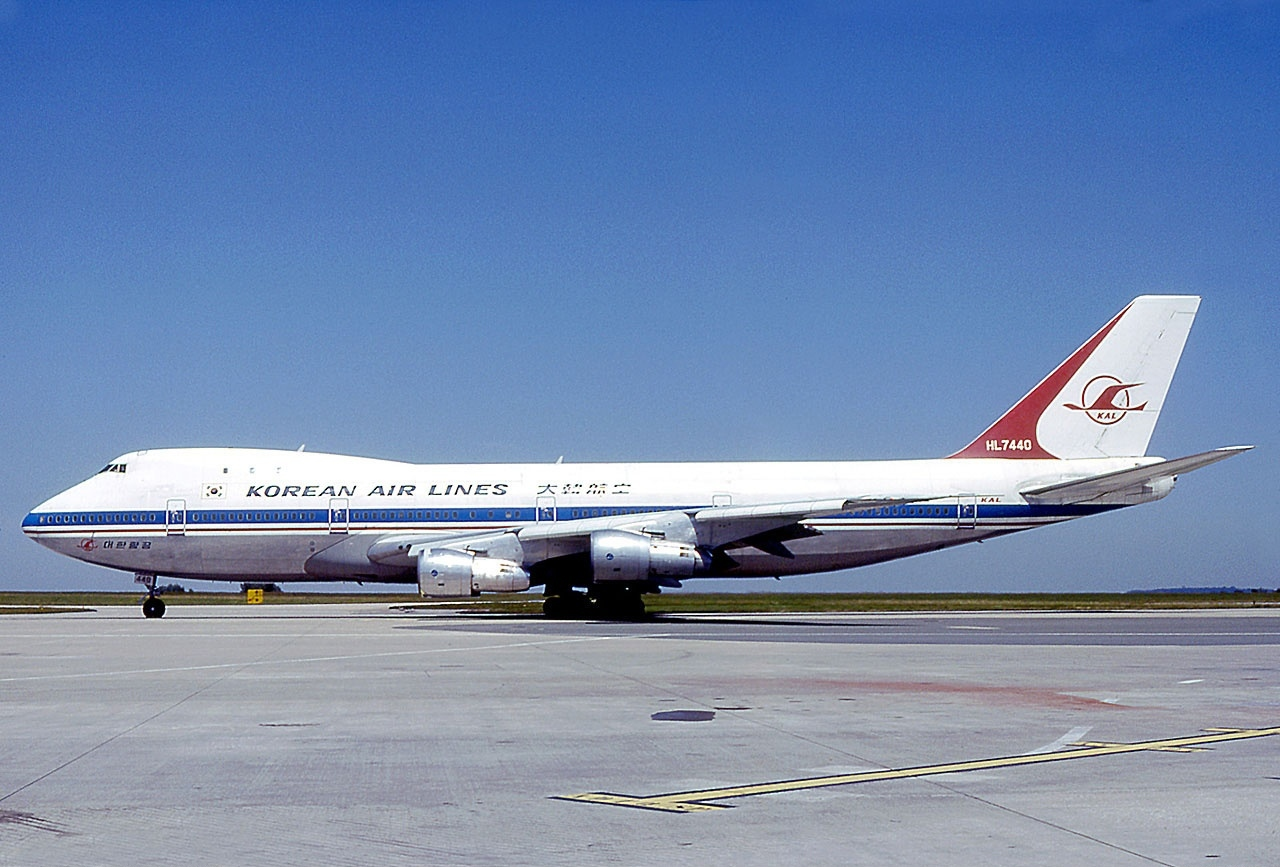
El Boeing 747 implicado en el secuestro, con la librea de su nuevo operador Korean Air Lines y matrícula HL7440.

Una vez que todos los rehenes del vuelo 649 fueron liberados, los secuestradores se entregaron a las autoridades de Yemen del Sur. El 27 de febrero fueron puestos en libertad nuevamente sin enfrentar cargos penales, probablemente a cambio de un millón de dólares del rescate. Como resultado, nunca fue posible identificar con certeza a los responsables. La revista alemana Der Spiegel especuló que el resto del dinero del rescate fue utilizado por el Frente Popular para la Liberación de Palestina (FPLP) para financiar a los atacantes japoneses responsables de la masacre en el aeropuerto de Lod, ocurrida el 30 de mayo de 1972.
El secuestro del vuelo 649 de Lufthansa marcó el primer evento de este tipo en la historia de la aerolínea y el comienzo de una serie de actos de violencia palestinos que involucraron a Alemania Occidental durante 1972, en particular la crisis de los rehenes durante los Juegos Olímpicos de Múnich y el posterior secuestro del vuelo 615 de Lufthansa. Israel afirmó que, al acatar las exigencias de los atacantes en todos esos eventos, el gobierno de Alemania Occidental se había "rendido al terrorismo". Esta acusación se combinó con acusaciones de esfuerzos de apaciguamiento en el conflicto árabe-israelí. En 1977, cuando el vuelo 181 de Lufthansa (el Landshut) fue secuestrado, los alemanes lo asaltaron con fuerzas especiales del GSG 9, en lugar de negociar con los secuestradores palestinos.